# 1335 هـ
1335 هـ هي سنة في التقويم الهجري امتدت مقابلةً في التقويم الميلادي بين سنتي 1916 و1917.

بولس بهنام

## أحداث
- 14 ذو الحجة: تولي محمد أبو الفضل الجيزاوي مشيخة الجامع الأزهر، وهو الإمام الثامن والعشرون في سلسلة مشايخ الجامع الأزهر.
- ألمانيا تقوم بهجوم مفاجئ على القوات الفرنسية قرب باريس.
- روسيا تضيق بقواتها على النمسا لاحتلالها.
- بريطانيا تقوم باستعمال الدبابة لأول مرة.
- ألمانيا تجتاح صربيا والقوات الفرنسية تطلق صواريخ على برلين.
- الدولة العثمانية تحاصر القوات الروسية في البحر الأسود.
- فرنسا تدمر القوات الألمانية قرب باريس.
- إيطاليا تحاصر من قبل القوات الألمانية والنمساوية.
- روسيا تنجح باحتلال النمسا وتتجه غربا إلى ألمانيا.

## مواليد
- جاد الحق علي جاد الحق
- عبد الله بن عبد العزيز العقيل
- محمد الغزالي
- محمد الهاجري
- محمود خليل الحصري
- أحمد خاتمي (أستاذ)
- إبراهيم القطان
- إبراهيم بن عبد العزيز الإبراهيم
- السيد سابق
- بولس بهنام
- خليل الدباغ
- خيري حماد
- عبد الجبار العماري
- عبد الرحمن الباني
- عبد القادر القط
- محمد عبد القادر عبد الله (خطاط)
- محمد محمود زيتون
- نجيب العقيقي
- هاشم محمد البغدادي

## وفيات
- آدم متز
- آمدروز
- أحمد الطهطاوي
- إبراهيم الحوراني
- إدوارد بيرنت تايلور
- المختار بن عبد الله
- جوزيف هاليفي
- رودلف برونو
- زينب بنت علي بك الأسعد
- شبلي شميل
- عبد الرزاق البيطار
- علي دينار
- كمفماير
- عبد الرحمن القره داغي
- سليم البشري
- علي بن حسين الكوتي
- يوسف عز الدين